# Santa Cecília (Paraíba)
Santa Cecília is een gemeente in de Braziliaanse deelstaat Paraíba. De gemeente telt 7.244 inwoners (schatting 2009).